# ハタガヤ属
ハタガヤ属 (Bulbostylis) は、カヤツリグサ科に属する植物の属の一つ。テンツキ属（Fimbristylis）に類似する小さな群。

## 特徴
ハタガヤ属の植物は、細い1年生-多年生の草本。細い葉を主に根生し、細い桿（花茎）を多数出す。花序はその先端に生じ、頭状か、あるいはやや不揃いな形に複数の小穂をつける。花序の基部には普通は包がある。
小穂は鱗片がほぼ螺旋状に並んだもので、多くの花を含む。小花は一枚の鱗片に1個の両性花が収まった形。花被片、あるいはそれに由来する構造はなく、小花は雄蘂と雌蘂のみからなる。
雌蘂は柱頭が三つに裂ける。根本の方は細く、基部で丸くふくれ、果実が熟した後も残る。果実は倒卵形、その断面は三角形。

### 近縁群との違い
全体にテンツキ属に似ており、特に小穂や花の特徴の多くはテンツキ属の一部によく似ている。しかし、テンツキ属では果実の成熟時に雌蘂の基部で脱落する点で異なっている。
なお、この属の植物の分布の中心はアフリカと南アメリカで、乾燥したサバンナなどに生育する種にはしっかりした根茎や木質化して立ち上がる茎を持つものがある。この点では一年草が多いテンツキ属とはかなり趣が異なる。

## 分布
世界の熱帯・亜熱帯域に約100種が知られる。日本では以下の二種が知られる。いずれもごくか細い小型の一年草である。
- B. harbata ハタガヤ
- B. densa イトハナビテンツキ

## 利害
ない。